# Károly belga herceg
Károly belga herceg (franciául: Charles, hollandul: Karel, németül: Karl); (1903. október 10. – 1983. június 1.) a Szász–Coburg–Gothai-házból származó Flandria grófja, majd belga régens. III. Lipót belga király öccse.

## Élete
Lipót herceg Brüsszelben született, Albert herceg, a későbbi I. Albert belga király és Erzsébet bajor hercegnő (később belga királyné) második gyermekeként. 
Az első világháború alatt Angliában élt.
1944 júniusában, a normandiai partraszállás után Himmler utasítására III. Lipótot Németországba deportálták. Károlyt nevezték ki Belgium régensévé.
1945-ben amerikai csapatok kiszabadították a királyt, de Belgiumba nem térhetett vissza. Károly a bátyja nevében állt az ország élén 1950-ig. Ekkor a király visszatért Brüsszelbe. Károly ezután mint művész Raversijdeban élt, Karel van Vlaanderen név alatt.

## Fordítás
- Ez a szócikk részben vagy egészben  a   Karel van België című holland Wikipédia-szócikk fordításán alapul.  Az eredeti cikk szerkesztőit annak laptörténete sorolja fel. Ez a jelzés csupán a megfogalmazás eredetét és a szerzői jogokat jelzi, nem szolgál a cikkben szereplő információk forrásmegjelöléseként.